# Die neue Zeit
Die Zeitschrift Die neue Zeit (Eigenschreibweise: die neue zeit) wurde 1928 von Eduard Fankhauser gegründet und erschien zuerst als „Orientierende Hefte für neuzeitliche Bestrebungen“, dann als „Illustrierte für neuzeitliche Lebensgestaltung“ in Fankhausers gleichnamigem Verlag.
Die neue Zeit bezweckte, die Gedanken der Lebensreform und der Freikörperkultur in Wort und Bild in die Öffentlichkeit zu tragen sowie für ein gesünderes Leben ohne Fleisch, Nikotin und Alkohol zu motivieren.
Da sich in der Schweiz keine Druckerei für eine FKK-Zeitschrift fand, wurde Die neue Zeit anfangs in Deutschland gedruckt. Die Texte in der neuen zeit wurden konsequent in Kleinschreibung verfasst.
Die neue Zeit war offizielles Organ des Schweizer Lichtbundes (ONS). Ab 1979 gab der ONS die Zeitschrift in eigener Regie heraus. Ab 2005 gibt er eine eigene Zeitschrift unter dem Titel ONS Revue heraus.
Bis zu ihrer Einstellung – wahrscheinlich im Jahr 2001 – war Die neue Zeit die älteste, fortlaufend publizierte FKK-Zeitschrift der Welt. Dies insbesondere deswegen, weil in Deutschland FKK-Hefte während der Zeit des Nationalsozialismus verboten waren und erst in den 50er Jahren wieder langsam aufkamen.
Noch heute gibt es in Thielle am Ufer des Neuenburgersees ein Naturisten-Gelände mit dem Namen „Die neue Zeit“.